# Оглоблин, Алексей Алексеевич
Алексей Алексеевич Оглоблин (1885—1975) — советский хирург, доктор медицинских наук, профессор Смоленского государственного медицинского института, заслуженный деятель науки РСФСР, депутат Верховного Совета СССР трёх созывов.

## Биография
Алексей Оглоблин родился 30 сентября 1885 года в селе Тяполево (ныне — Демидовский район Смоленской области). В 1905 году он окончил семинарию в Смоленске, в 1911 году — медицинский факультет Дерптского университета. После Октябрьской революции Оглоблин активно участвовал в создании медико-санитарной службы РККА.
С 1922 года Оглоблин заведовал пропедевтической хирургической клиники медицинского факультета Смоленского университета (впоследствии — Смоленского государственного медицинского института), а также руководил хирургическим отделением Западного госпиталя № 969 (ныне — Смоленская железнодорожная больница). С 1924 года работал главным врачом 1-й Советской больницы Смоленского губздравотдела (ныне — 1-я городская клиническая больница), а с января 1933 года заведовал кафедрой госпитальной хирургии Смоленского государственного медицинского института. Во время Великой Отечественной войны Оглоблин работал в эвакуации в Саратове. В 1944 году он вернулся к работе на кафедре в Смоленске.
Активно исследовал хирургические методы лечения язв, рака прямой кишки, костно-суставного туберкулёза, а также вопросы военно-полевой хирургии. Являлся автором 46 научных работ, в том числе 1 монографии. Под его руководством было защищено две докторских и девять кандидатских диссертаций. В 1959 году Оглоблину было присвоено звание заслуженного деятеля науки РСФСР. Активно занимался общественной деятельностью, избирался депутатом Совета Союза (от Смоленской области) Верховного Совета СССР 2-го, 3-го и 4-го созывов (1946—1958).
Умер 20 мая 1975 года, похоронен на Братском кладбище Смоленска.
Был награждён орденами Ленина, Трудового Красного Знамени и Отечественной войны 2-й степени, рядом медалей.